# Holland America Line
Holland America Line é uma empresa de cruzeiros com sede em Seattle, Estados Unidos.

## História
Fundada em 1873 com o nome de Nederlandsch-Amerikaansche Stoomvaart Maatschappij, era uma companhia de transporte marítimo de cargas e passageiros. Com sede no porto de Rotterdam operava principalmente entre os Países Baixos e na América do Norte.
Em 1989, tornou-se uma subsidiária da Carnival Corporation & plc.